# Окремий Оренбурзький корпус
Окремий Оренбурзький корпус — корпус російської армії, що існував в 1816—1864 роках.
Окремий Оренбурзький корпус був створений в грудні 1816 року в складі 29-ї піхотної дивізії (1-я бригада зі штабом в Оренбурзі — Оренбурзький гарнізонний 3-х батальйонний полк, Орський гарнізонний батальйон, рухлива інвалідна піврота № 52, в 1829 році Оренбурзький полк був розділений на Оренбурзький гарнізонний 2-х батальйонний полк і Уральський гарнізонний батальйон; 2-а бригада зі штабом в Кизильскій фортеці — Кизильский, 1-й, 2-й, 3-й лінійні Оренбурзькі гарнізонні батальйони, 3-я бригада зі штабом в Верхньоуральській фортеці — Верхньоуральський, Троїцький, Звериноголовський і 4-й лінійний Оренбурзький гарнізонні батальйони) і Оренбурзького, Уральського, Ставропольського калмицького, Башкирського, Мещерякского козацьких військ.

У корпус також входили 14-я гарнізонна артилерійська бригада, 57-а легка артилерійська рота (до 1819 року, потім — козачі кінні артилерійські роти № 10 і № 11) інженерні команди, окружний арсенал, військово-робоча рота № 25, Оренбурзька інвалідна команда , 12 інвалідних команд в містах, 2 етапні команди, Неплюєвське військове училище.
У 1829 році всі гарнізонні батальйони корпусу були перейменовані в лінійні батальйони, їх стало 16, до 1850-х років їх число скоротилося до 10.
В піхоту корпусу зараховувалися опальні офіцери і нижні чини, а також учасники польського повстання 1830-го року.
У 1839 році в піхоті корпусу було 9553 чоловік, в кавалерії — 106 192 осіб, в артилерії — 974.
6 серпня 1864 року корпус був перейменований в Війська Оренбурзького краю, які були в 1865 році розформовані у зв'язку з утворенням Оренбурзького військового округу.

## Командири
- П. Ессен (1817—1830)
- П. Сухтелен (1830—1833)
- В. Перовський (1833—1842)
- В. Обручов (1842—1851)
- В. Перовський (1851—1857)
- О. Катенін (1857—1860)
- О. Безак (1860—1864)